# Regina Ullmann
Regina Ullmann (San Gallo, 14 dicembre 1884 – Ebersberg, 6 gennaio 1961) è stata una poetessa e scrittrice svizzera.

## Opere
- Von der Erde des Lebens, 1910
- Die Landstrasse, 1921
- Die Barockkirche, 1925
- Vom Brot der Stillen, 2 Bände, 1932
- Der Apfel in der Kirche, 1934
- Der Engelskranz, 1942
- Madonna auf Glas, 1944